# Jules François Archibald
Pour les articles homonymes, voir Archibald.
Jules François Archibald (dit J. F. Archibald), est le nom de plume de John Feltham Archibald, né le 14 janvier 1856 à Kildare (Geelong West) dans le Victoria en Australie et mort le 10 septembre 1919 à  Sydney, journaliste et éditeur australien. Il a été copropriétaire et rédacteur en chef du magazine  The Bulletin durant la période de sa plus grande influence dans la vie politique et littéraire australienne. Il est aussi le fondateur du prix artistique Archibald (Archibald Prize art award).

## Biographie
Après avoir travaillé comme journaliste, fonctionnaire et mineur dans l'état de Victoria et dans le Queensland, Archibald arrive à Sydney en 1878, où il s'associe avec John Haynes et William McLeod. Le 31 janvier 1880, ils lancent The Bulletin, un hebdomadaire consacré à la politique, aux affaires économiques et aux nouveautés littéraires. William Henry Traill rejoint le groupe en 1882, et l'année suivante Archibald s'absente pour aller vivre deux ans à Londres. À son retour, il trouve le journal en difficulté et rachète les parts de ses associés.
Sous le contrôle exclusif d'Archibald, et avec A. G. Stephens comme directeur littéraire, The Bulletin devient la principale tribune australienne pour les poètes, les dessinateurs, ainsi que pour les auteurs de nouvelles et d'histoires comiques. Archibald ne connait pas de vie en dehors de sa revue, à laquelle il consacre chacune de ses  heures veille. C'est à lui qu'on doit la décision d'ouvrir ses pages au courrier des lecteurs, et l'empreinte radicale, républicaine et xénophobe qui marque le magazine au cours de ses 16 années de direction.
En 1902, la santé d'Archibald  se détériore et il démissionne de la rédaction, tout en gardant le contrôle global du contenu éditorial. Incapable de prendre du repos, il lance un nouveau magazine mensuel, The Lone Hand. Mais peu de temps après, il s'effondre complètement : il ira passer plusieurs années à l'hôpital psychiatrique de Callan Parc. Son internement ne l'empêche pas de continuer à écrire : en 1907 il publie The Genesis of The Bulletin (Naissance du Bulletin), une source importante sur l'histoire du magazine.

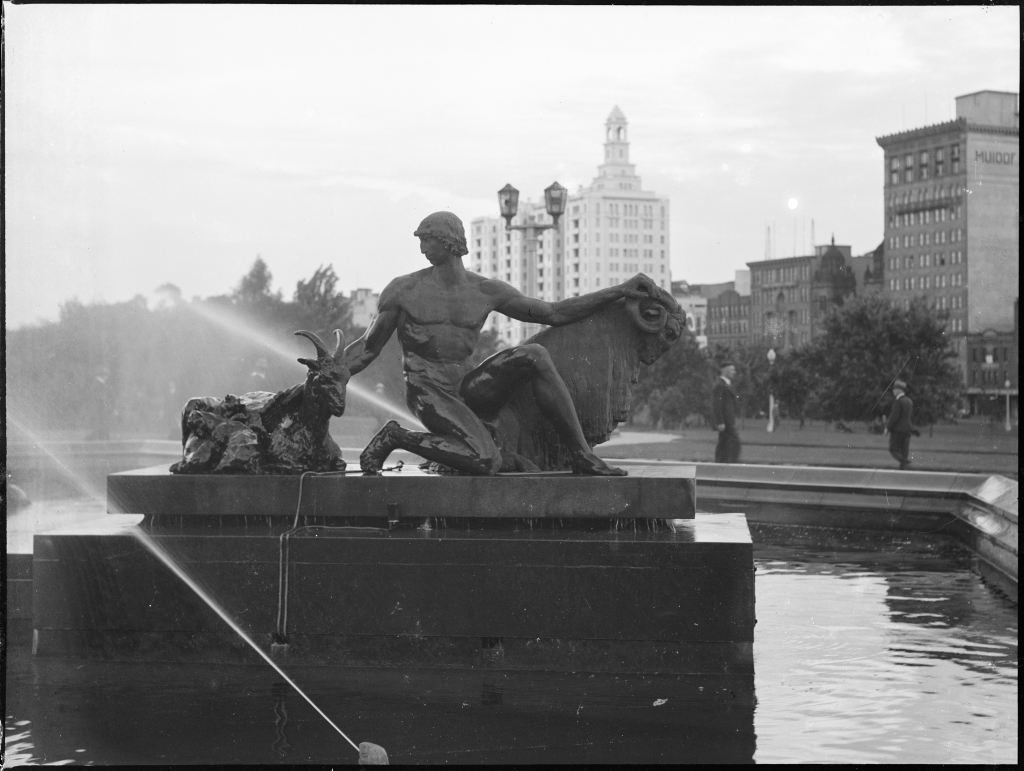
La Fontaine Archibald peu après son inauguration (1932). Collection photographique Tom Lennon, Powerhouse museum.

Archibald ne parviendra jamais à retrouver la santé. En 1914, il vend sa part du Bulletin. Il meurt 5 ans plus tard  à Sydney où il est  enterré au cimetière de Waverley. Son testament contient les deux legs qui l'ont fait connaître du grand public : un fonds pour une fontaine destinée à orner Hyde Park à Sydney et dont il est stipulé qu'elle doit être conçue par un sculpteur français, et le Prix Archibald pour le portrait, qui est désormais la plus prestigieuse récompense artistique d'Australie.